# 彼得·戴蒙德
彼得·阿瑟·戴蒙德（英語：Peter Arthur Diamond，1940年4月29日—），美国犹太裔经济学家、麻省理工学院教授，知名于最优税收理论研究。2010年，他与戴尔·莫滕森、克里斯托弗·皮萨里德斯共获诺贝尔经济学奖，表彰他在“对于存在搜索摩擦情况的市场的分析”的貢獻。

## 经历

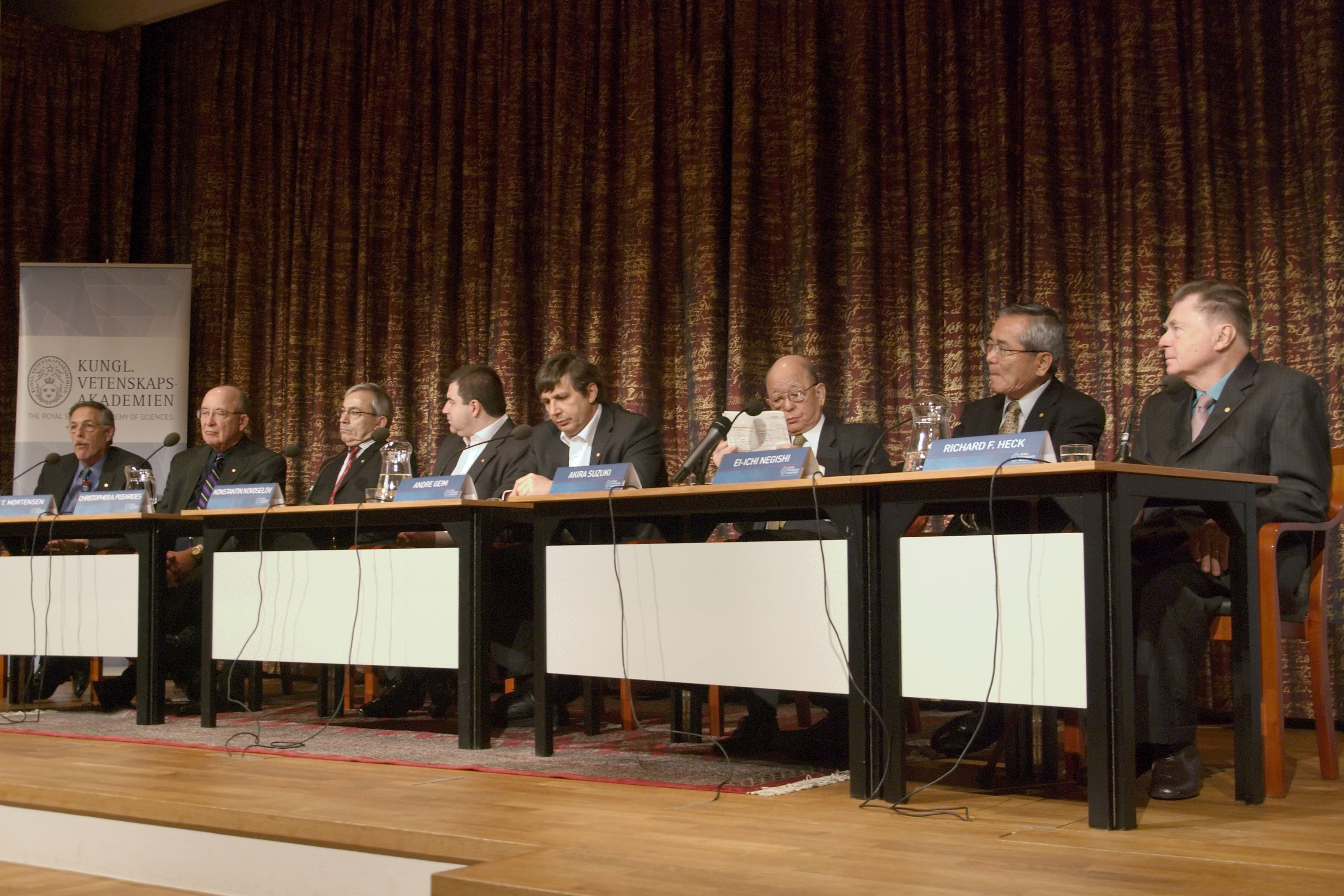
彼得·戴蒙德、戴尔·莫滕森、克里斯托弗·皮萨里德斯、康斯坦丁·诺沃肖洛夫、安德烈·海姆、鈴木章、根岸英一以及理查德·赫克，2010年諾貝爾獎得主在瑞典皇家科學院召開記者會

戴蒙德于1960年获耶鲁大学数学学士学位，后于1963年获麻省理工学院博士学位。1964至1965年间，他在加州大学伯克利分校任助理教授。其后，他回母校麻省理工学院任教，1966年升为副教授、1970年升任教授。1985至1986年间，曾任麻省理工学院经济学院院长。1997年，他获得学院教授（Institute Professor）称号。
2003年，他曾担任美国经济学会（American Economic Association）主席。他还是美国科学院院士与美国文理科学院院士。